# Strumble Head

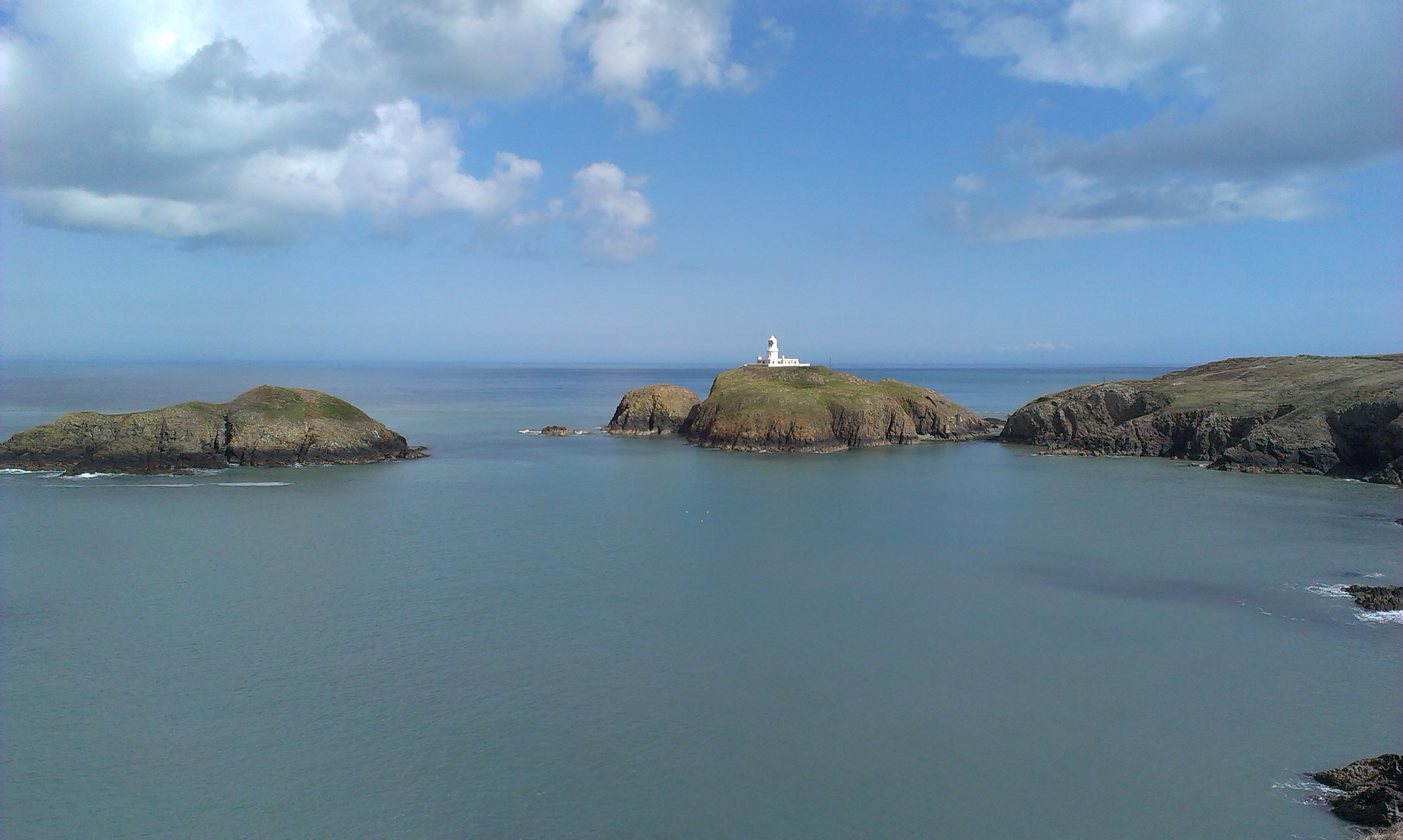
Strumble Head con il faro

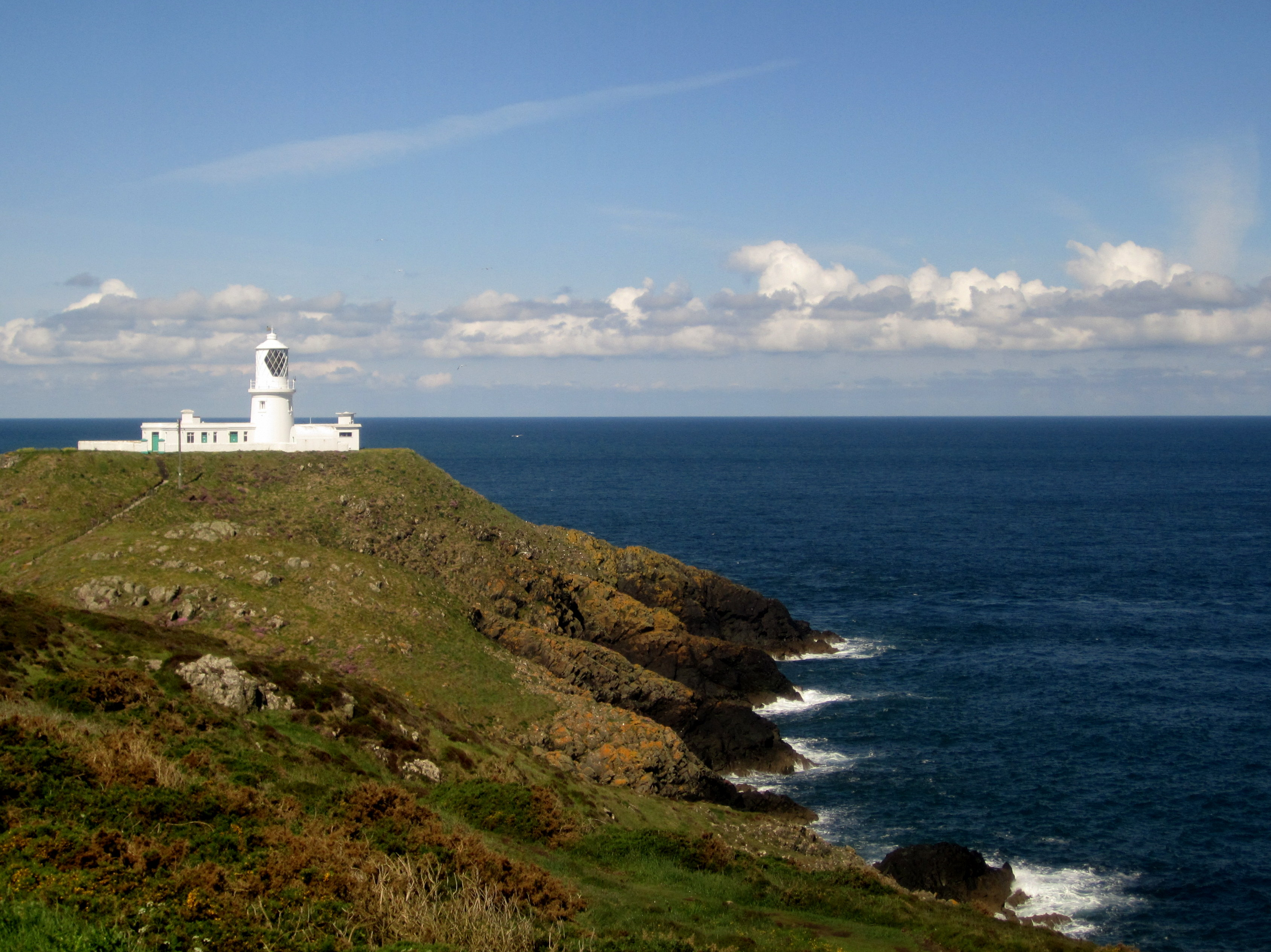
Il faro di Strumble Head

Strumble Head (in gallese: Pen-caer) è un promontorio  sul Mare d'Irlanda della contea gallese del Pembrokeshire (Galles sud-occidentale), situato all'interno del Pembrokeshire Coast National Park e nel territorio della community di Pencaer. È il punto della Gran Bretagna più vicino alla costa dell'Irlanda.

## Geografia

### Collocazione
Strumble Head si trova pochi chilometri ad ovest di Fishguard.

## Fauna
Da Strumble Head è possibile osservare varie specie marine, quali delfini, foche, pesci luna e squali.

## Punti d'interesse

### Faro di Strumble Head
A Strumble Head si trova il faro di Strumble Head, un faro dell'altezza di 17 metri costruito nel 1908 per salvaguardare il traffico via mare verso e dall'Irlanda.